# 陸上自衛隊第1師團

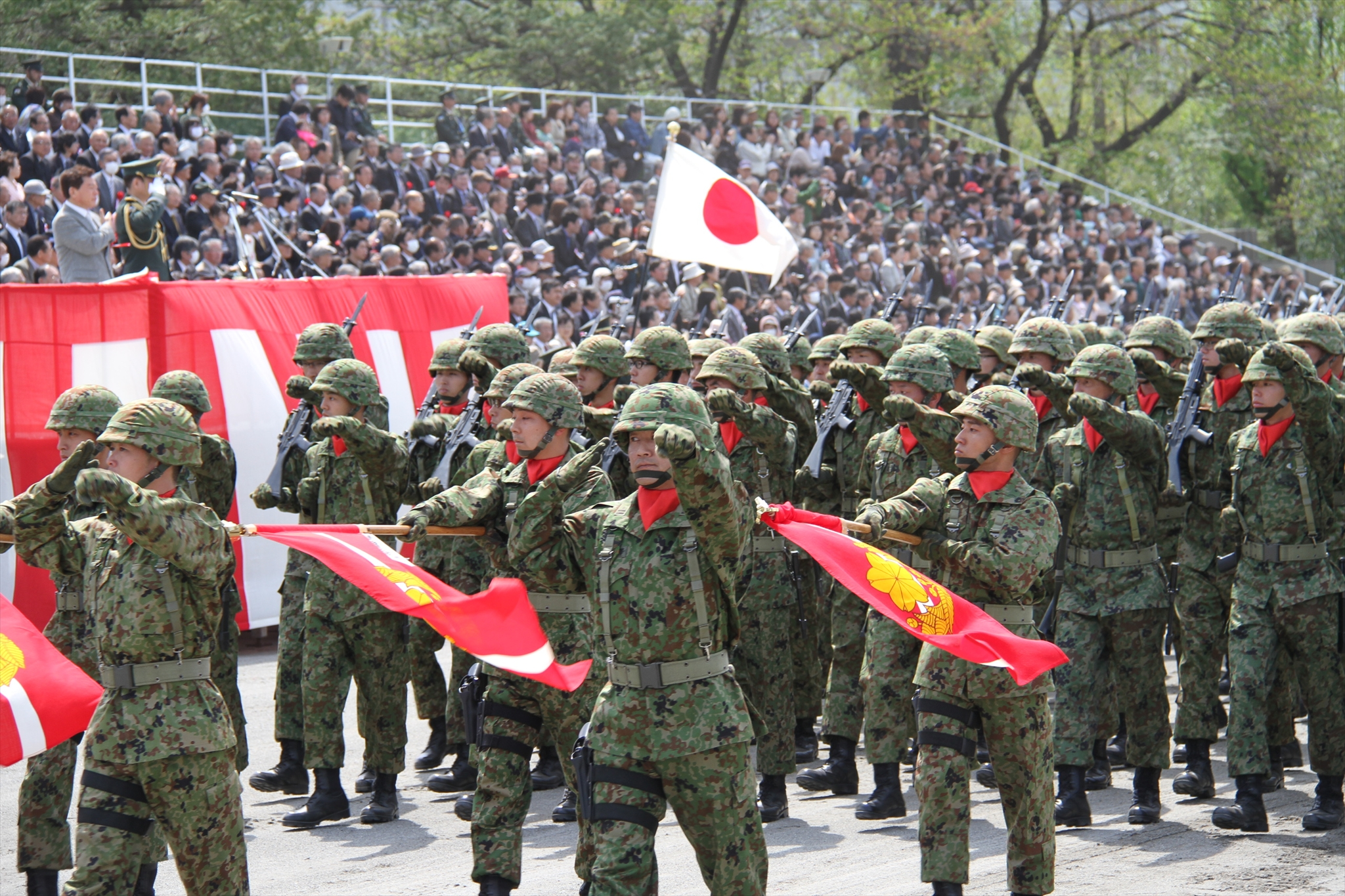
第1師團

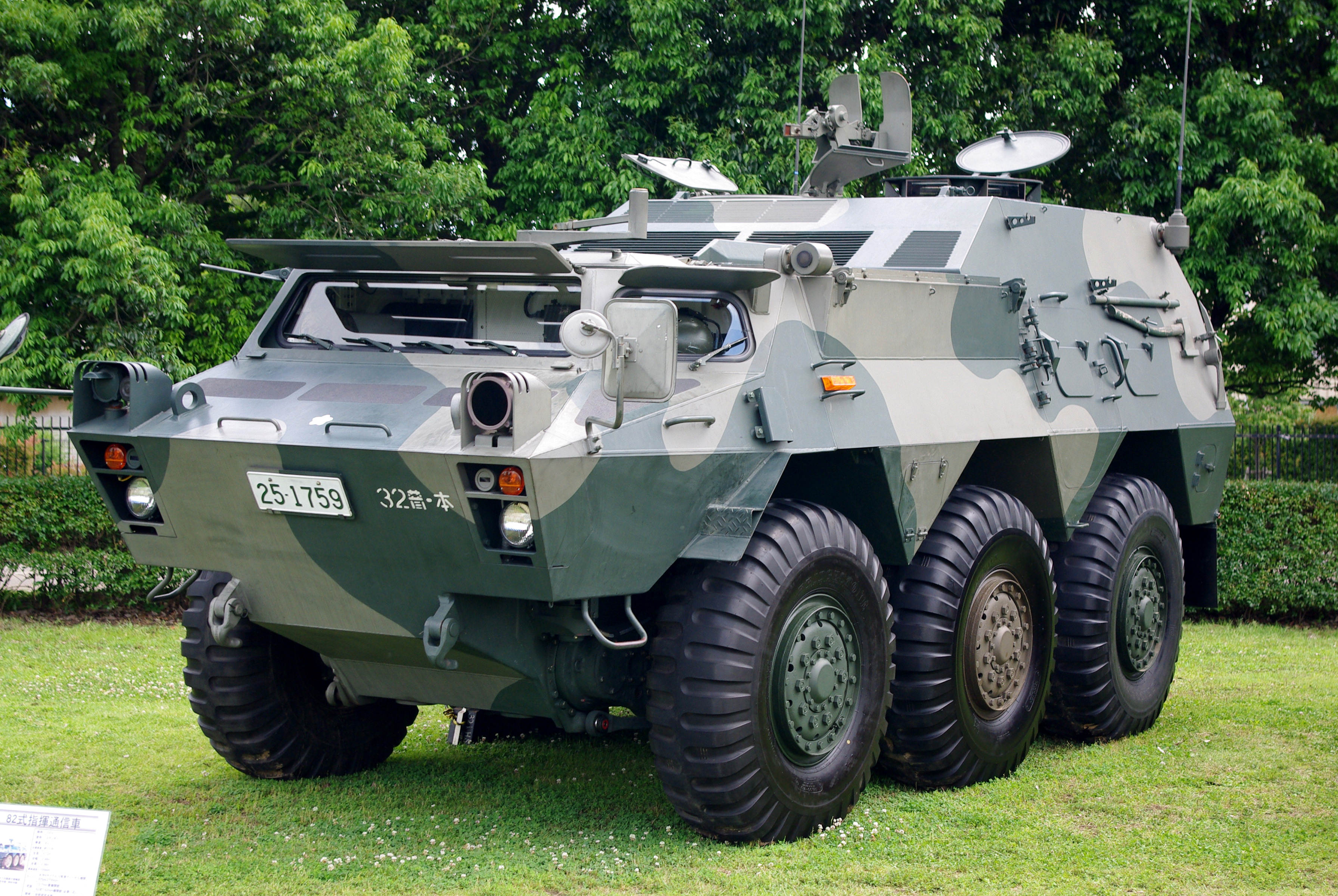
第32普通科連隊（步兵團）的82式指揮車

第1师团（日语：／ daiichishidan、JGSDF 1st Division），设立于1962年1月18日，是日本陆上自卫队東部方面隊下属的師團，司令部设置于东京都练马区的練馬駐屯地，主力构成为三个普通科联队（步兵團），屬於地域配備師団。主要职责为负责第1警備地区（南关东東京、神奈川、埼玉、静岡、山梨、千葉、茨城）的防卫警备、救灾派遣、以及参与国际维和任务等。

## 历史

### 警察预备队时期 - 第1管区队
- 1950年12月29日：設立第1管区總監部（越中島駐屯地）。
- 1951年5月1日：第1管区隊編成完畢，下轄同付中隊、第1联队、第1通信中隊（久里浜駐屯地）、第2联队、第1偵察中隊、第1補給中隊（松本駐屯地）、第3联队、第1衛生大隊、第1武器中隊（高田駐屯地）、第5联队（金沢駐屯地）、第61联队、第1施設大隊（豊川駐屯地）。
- 1952年3月6日：第5联队移編第2管区队。

### 保安队时期 - 第1管区队
- 1952年3月11日：第3联队移編第2管区队。
- 1953年4月1日：成立第1管區音樂隊。第2管區隊第5联队重新編入第1管區隊。
- 1954年1月10日：成立第1管區航空隊。

### 陸上自衛队时期 - 第1管区队
- 1954年7月1日：第1联队、第2联队、第5联队更名為第1普通科联队、第2普通科联队、第5普通科联队。第61联队更名為第1特科联队。
- 1954年9月10日：第2和第5普通科联队移編第六管区队。第1管区航空隊、第1通信中隊更名為第1航空隊、第1通信隊。
- 1954年9月25日：組成第13普通科联队、第2特科群、第1特車大隊。
- 1954年10月9日：組成第14普通科联队。
- 1956年11月12日至15日：在那须高原大田原市周边与第6管区队进行CPX对抗演习，参与人数5000人，车辆900辆。
- 1958年3月27日：第2特科群移編第6管区队。
- 1958年6月26日：第14普通科联队移編第10混成團。
- 1960年1月14日：東部方面隊成立，第1管區隊隸屬於東部方面隊。

1960年期间的主要编制
第1・第2・第13普通科联队、第1特科联队（砲兵團）、第1特車大隊（戰車營）

### 陸上自衛队時期 - 第1师团
- 1962年1月18日：第1师团设立，下轄师团司令部、师团司令部付隊、第1普通科联队、第31普通科联队、第32普通科联队、第34普通科联队、第1特科联队、第1戰車大隊、第1通信大隊、第1偵察隊、第1對戰車隊等，警備担当区域為埼玉縣、千葉縣、東京都、神奈川縣、茨城縣、山梨縣。第1飛行隊移編東部方面飛行隊，第1管區音樂隊改組為第1音樂隊。
- 1995年3月27日：師團近代化改編。
  - 下屬普通科联队摩托化改編。
  - 第1武器隊、第1補給隊、第1輸送隊、第1衛生隊整編為第1後方支援联队。
  - 第1高射特科大隊改為師團直轄。
  - 新編電子偵察小隊、化學防護小隊。
- 1994年3月28日：東部方面飛行隊第1飛行隊編入。
- 1995年3月：参与東京地鐵沙林毒氣事件救灾
- 1996年6月：第32普通科联队在市谷駐屯地进行自卫队首次市区反恐演习。
- 2002年3月27日：由甲种师团（定员9000人）改组为政经中枢师团（定员6600人）。
  - 第1、第32、第34普通科联队下屬重迫撃砲中隊解散。
  - 第31普通科联队改組為即應預備自衛官指定部隊。
  - 第1特科連隊改編為第1特科隊。
  - 第1對戰車隊解散。
  - 新设第1化学防护队。
- 2002年9月：第34普通科联队在美国进行陆上自卫队首次美日共同训练。
- 2010年3月26日：第1化学防护队改编为第1特殊武器防护队。
- 2011年4月22日：即應近代化师团改編，使师团人数减至6300人。
  - 第31普通科联队移編東部方面隊，改組為東部方面混成團。
  - 重建第1、第32、第34普通科联队的重迫撃砲中隊。
- 2022年3月17日：地域配備师团改編，第1戰車大隊和第1偵察隊整編為第1偵察戰鬥大隊。
- 2023年3月16日：第1特科隊和第12特科隊整編為東部方面特科連隊，師團新成立火力協調部。

2023年期间的主要编制
第1・第32・第34普通科联队、第1偵察戰鬥大隊

## 编制・驻地
編制
- 第1师团司令部以及其附属部队
  - 第1普通科联队
  - 第32普通科联队（日语：第32普通科連隊）
  - 第34普通科联队（日语：第34普通科連隊）
  - 第1偵察戰鬥大隊（日语：第1偵察戰鬥大隊）
  - 第1高射特科大隊（日语：第1高射特科大隊）（防空炮營）
  - 第1飛行隊
  - 第1設施大隊（工兵營）
  - 第1後方支援联队（日语：第1後方支援連隊）
  - 第1通信大隊（日语：第1通信大隊）
  - 第1特殊武器防護隊
  - 第1音樂隊

驻地
- 練馬駐屯地（日语：練馬駐屯地）（東京都練馬区）
  - 第一师团司令部以及其附属部队
  - 第1普通科联队
  - 第1後方支援联队
  - 第1通信大隊
  - 第1音樂隊
  - 第1特殊武器防護隊
- 大宮駐屯地（日语：大宮駐屯地）（埼玉県埼玉市）
  - 第32普通科联队
- 板妻駐屯地（日语：板妻駐屯地）（静岡県御殿場市）
  - 第34普通科联队
- 駒門駐屯地（日语：駒門駐屯地）（静岡県御殿場市）
  - 第1高射特科大隊
- 朝霞駐屯地（東京都練馬区）
  - 第1偵察戰鬥大隊
  - 第1設施大隊
- 立川駐屯地（日语：立川駐屯地）（東京都立川市）
  - 第1飛行隊